# Winthemia latimana
Winthemia latimana là một loài ruồi trong họ Tachinidae.